# حرة هرمة
حَرّة هَرْمة هي حَرّة تقع في السعودية، ضمن نطاق منطقة المدينة المنورة الواقعة غرب السعودية. تبلغ مساحة الحَرّة 550 كم2، ومن أبرز الفوّهات البركانية الواقعة عليها فوّهة «هَرْمة» التي يبلغ قطرها نحو 7000 م وعُمقها 50 م.